# Ак-Терек (Баткенская область)
Ак-Терек (кирг. Ак-Терек) — село в Лейлекском районе Баткенской области Кыргызстана. Входит в состав Лейлекского айылного аймака.

## География
Село расположено в западной части области, на берегах реки Кара-Суу, на расстоянии приблизительно 38 километров (по прямой) к востоко-северо-востоку от города Раззакова, административного центра района.

## Население
Согласно оценочным данным Национального статистического комитета Кыргызской Республики, численность населения села на начало 2023 года составляла 1659 человек.
| год     | 2009 | 2014 | 2015 | 2020 | 2021 | 2023 |
| ------- | ---- | ---- | ---- | ---- | ---- | ---- |
| человек | 1162 | 1240 | 1272 | 1570 | 1592 | 1659 |